# Bernd Patzke
Bernd Patzke (Berlin, 1943. március 14. –) világbajnoki ezüst- és bronzérmes nyugatnémet válogatott német labdarúgó, hátvéd, edző.

## Pályafutása

### Klubcsapatban
Első klubja a Minerva 93 Berlin csapata volt. 1962 és 1964 között a belga Standard de Liège csapatában kezdte profi pályafutását. 1964-ben a TSV 1860 München csapatához szerződött, ahol egy bajnoki címet nyert a csapattal. 1969-ben a Herthához igazolt. 1971 tavaszán bundabotrányba keveredett több csapattársával, többek között Varga Zoltánnal. 1975-ig eltiltották, de külföldön játszhatott. Így került a dél-afrikai Durban City FC és a Hellenic FC csapataihoz. 1974-ben hazatérhetett és TSV 1860 München csapatában játszott egy rövid ideig, majd visszavonult az aktív labdarúgástól.

### A válogatottban
1965 és 1971 között 24 alkalommal szerepelt a nyugatnémet válogatottban. Tagja volt az 1966-os világbajnoki ezüstérmes csapatnak Angliában és az 1970-es világbajnoki bronzérmes csapatnak Mexikóban. 1962-ben kétszer szerepelt az amatőr válogatottban.

### Edzőként
Visszavonulása után edzőként kezdett el dolgozni. 1974–75-ben az ESV Ingolstadt, 1977–78-ban az FK Pirmasens, 1983–84-ben a TSV 1860 München vezetőedzője volt. 1990-ben az ománi válogatott szövetségi kapitánya volt. 1993-ban a Tennis Borussia Berlin szakmai munkáját irányította.

## Sikerei, díjai
NSZK
- Világbajnokság
  - ezüstérmes: 1966, Anglia
  - bronzérmes: 1970, Mexikó

 TSV 1860 München
- Nyugatnémet bajnokság (Bundesliga)
  - bajnok: 1965–66